# 水野忠盈
水野 忠盈（みずの ただみつ）は、三河岡崎藩の第3代藩主。忠元系水野家4代。
寛文2年（1662年）12月6日、第2代藩主水野忠春の次男として江戸藩邸で生まれる。兄の忠直の死により嫡子となり、延宝6年（1678年）、従五位下、豊前守に叙位・任官する。元禄5年（1692年）、父が死去したため家督を継ぐ。元禄7年（1694年）、西の丸大手門番に任じられ、以後も京都上使役、奥詰など諸役を歴任した。
元禄12年（1699年）8月4日に死去した。享年38。男子がなく、跡を弟で養子の忠之が継いだ。
墓所は茨城県結城市大字山川新宿の山川水野家墓所（菩提寺の旧万松寺内にあった墓所で初代忠元から11代忠邦までの11基の墓のみが残る）。

## 系譜
父母
- 水野忠春（父）
- 清光院 ー 前田利次の娘（母）

正室
- 心涼院 ー 本多忠平の養女、本多忠義の娘

子女
- 久
- 照 ー 京極高栄正室

養子
- 水野忠之 ー 実弟